# Oria (Włochy)
Oria – miejscowość i gmina we Włoszech, w regionie Apulia, w prowincji Brindisi.
Według danych na rok 2004 gminę zamieszkuje 15 266 osób, 183,9 os./km².

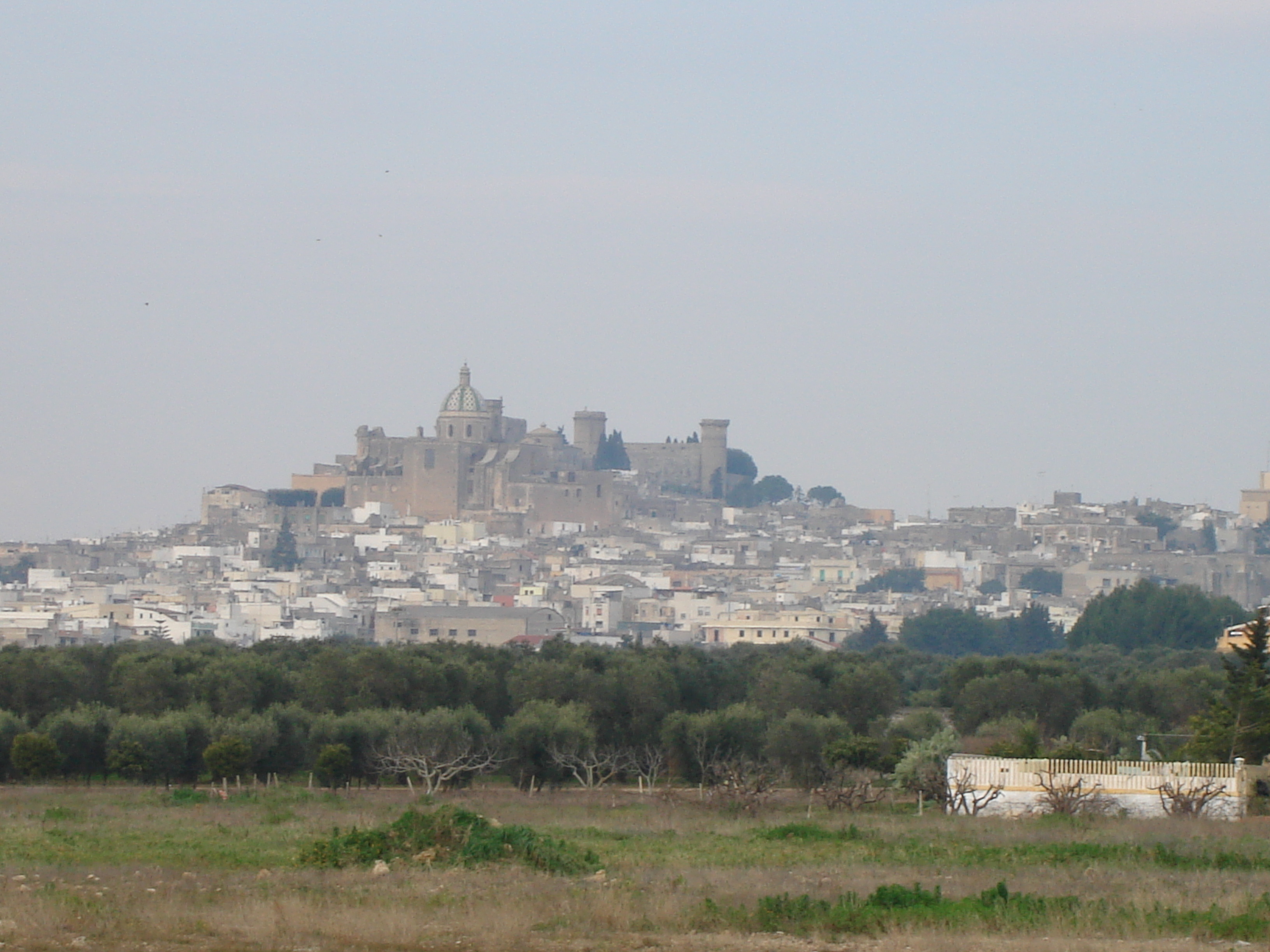
Panorama Orii